# Lipa (powiat stalowowolski)
Lipa – wieś w Polsce położona w województwie podkarpackim, w powiecie stalowowolskim, w gminie Zaklików.
W latach 1975–1998 miejscowość należała administracyjnie do województwa tarnobrzeskiego.

## Historia
Lipa powstała w XV wieku w centrum lasów naówczas zwanych bielskimi (od wsi Biała wzmiankowanej w 1245 roku), ale często była opuszczana przez mieszkańców i osadzana na nowo. Nie zamieszkana była również w 1596 roku, kiedy z włością gorajską została zakupiona przez Jana Zamoyskiego i włączona do ordynacji zamojskiej. W 1565 roku na północ od Lipy nad rzeką Sanną dziedzic Zdziechowic, kasztelan połaniecki Stanisław Zaklika otrzymał przywilej na lokowanie miasta Zaklikowa. Z jego spadkobiercą Marcinem Gniewoszem ordynacja wiodła liczne spory; Gniewosz, opierając się na akcie granicznym z 1489 roku, rościł pretensje do lasów wokół Lipy i „wielkie szkody czynił w lasach”. W czasach Księstwa Warszawskiego i Królestwa Kongresowego, Lipa znajdowała się przy granicy z Galicją. Zajęciem mieszkańców, obok bartnictwa i myślistwa oraz wyrębu i obróbki drewna w dużym tartaku, stał się przemyt towarów. Podczas powstania listopadowego walczył tu z wojskiem carskim oddział L. Sczanieckiego, a w latach powstania styczniowego przez kordon graniczny (istniały dwa carskie posterunki) przeprawiały się formowane w Galicji oddziały powstańcze oraz przemycano broń i amunicję. W tym okresie we wsi mieszkało około 500 osób.
Wieś jest otoczona lasami. Od południa graniczy z Wolą Rzeczycką, i Dabrową Rzeczycką a od północy z Zaklikowem.
Na północy od wsi, leżą duże stawy rybackie, od zachodu poligon wojskowy (jeden z największych w Polsce). W okolicy występują wody mineralno-siarczkowe. W przyszłości ma powstać sanatorium. Przypadkowe odkrycie w 1959 roku wód siarczkowych doprowadziło do badań i udokumentowania bogatych ich zasobów, a także wód siarczanowo-chlorkowo-wodorowo-węglanowo-sodowo-wapiennych o składzie podobnym jak w Busku-Zdroju. W perspektywie określa to funkcje Lipy jako ośrodka uzdrowiskowego, czemu sprzyjają również warunki klimatyczne i przyrodnicze. W oparciu o ustawę z dnia 17 czerwca 1966 roku o uzdrowiskach i lecznictwie uzdrowiskowym Lipa zaliczona została do miejscowości potencjalnie uzdrowiskowych z uwagi na występowanie wody siarczkowej siarczanowo-chlorkowo-wodorowęglanowo-sodowo-wapniowej o mineralizacji sięgającej 3 g/dm³. Jednak Ministerstwo Zdrowia i Opieki Społecznej w 1999 roku stwierdziło, że stan udokumentowania tych wód jest niedostateczny, nie ma bowiem zatwierdzenia zasobów w kat. B, w związku z tym nie mogą być uznane za lecznicze. Przez Lipę przepływa rzeka Złodziejka. W Lipie znajduje się kilkanaście rybnych stawów hodowlanych. W latach 1960–1990 istniał tu jeden z największych tartaków w południowej Polsce, który został zamknięty z powodu kłopotów finansowych.
W Lipie znajduje się klub piłkarski „Czarni Lipa” założony w 1950 roku, Zespół Szkół im. Szarych Szeregów w skład którego wchodzi przedszkole, szkoła podstawowa, oraz 2 kościoły: rzymskokatolicki – Matki Boskiej Częstochowskiej i polskokatolicki – Świętych Apostołów Piotra i Pawła (parafialny). W Lipie znajduje się stacja kolejowa na linii Kraśnik – Stalowa Wola, a także nasycalnia podkładów kolejowych, do której doprowadzona jest bocznica ze stacji.
Z Lipy pochodzi gracz Stali Stalowa Wola Tadeusz Krawiec oraz reprezentant Polski U-16 Adrian Chamera – od sezonu 2013/2014 zawodnik Stali Kraśnik.